# Jakob Salomon Bartholdy
Jakob Ludwig Salomon Bartholdy, född 13 maj 1779, död 27 juli 1825, var en tysk diplomat och konstmecenat. Han var morbror till Felix Mendelssohn. 
Bartholdy föddes som jude, men lät 1805 döpa sig. Han företog resor i Grekland, Italien och Mindre Asien. Från sinar resor publicerade han senare Bruchstücke zur häheren Kenntniss der heutigen Griechenlands (1805). Han stred senare som österrikisk överstelöjtnant mot Napoleon I 1809-13. Från 1815 var han bosatt i Rom som preussisk generalkonsul, och lät smycka sitt hus, Casa Bartholdy med fresker av Peter von Cornelius, Johann Friedrich Overbeck, Friedrich Wilhelm Schadow och Philipp Veit. Då huset revs 1887, köptes dessa av Nationalgalleriet i Berlin.